# Kathie Sarachild
Kathie Sarachild (Kathie Amatniek en 1943) es una escritora y activista estadounidense. Miembro en los años 60 del grupo feminista "New York Radical Women" ("Mujeres Radicales de Nueva York") se le atribuye que bautizara en 1967 la práctica de análisis colectivo de la opresión del feminismo radical de Estados Unidos como "grupos de autoconciencia".
En 1968 tomó el apellido Sarachild (de su madre Sara), acuñando la frase "Sisterhood is Powerful" ("Hermandad es Poder") en un texto que ella misma escribió para el discurso de la primera convocatoria de la Brigada Jeannette Rankin. Kathie fue una de las cuatro mujeres que sostuvo la pancarta reclamando la liberación femenina en contra del concurso Miss America.
Jugó un papel trascendental en el movimiento "consciousness-raising" ("concientización creciente") en los años sesenta y setenta. Escribió el libro "Consciousness-Raising: A Radical Weapon", el cual fue presentado en la "Primera Conferencia Nacional de Azafatas por los Derechos de las Mujeres" en 1973 en la ciudad de Nueva York.
También fue la coeditora del periódico Woman's World ("Un mundo para la mujer") de 1971, y la editora de la antología Feminist Revolution ("Revolución femenina") (publicada en 1975).
En el 2013, Sarachild, junto a Carol Hanisch, Ti-Grace Atkinson y Kathy Scarbrough, iniciaron el "Forbidden Discourse: The Silencing of Feminist Criticism of 'Gender'" ("Discurso prohibido: El silenciador de la crítica femenina sobre el género"), el cual describía como una "declaración abierta de 48 feministas radicales de siete países".